# منطقه خودمختار سیاتل

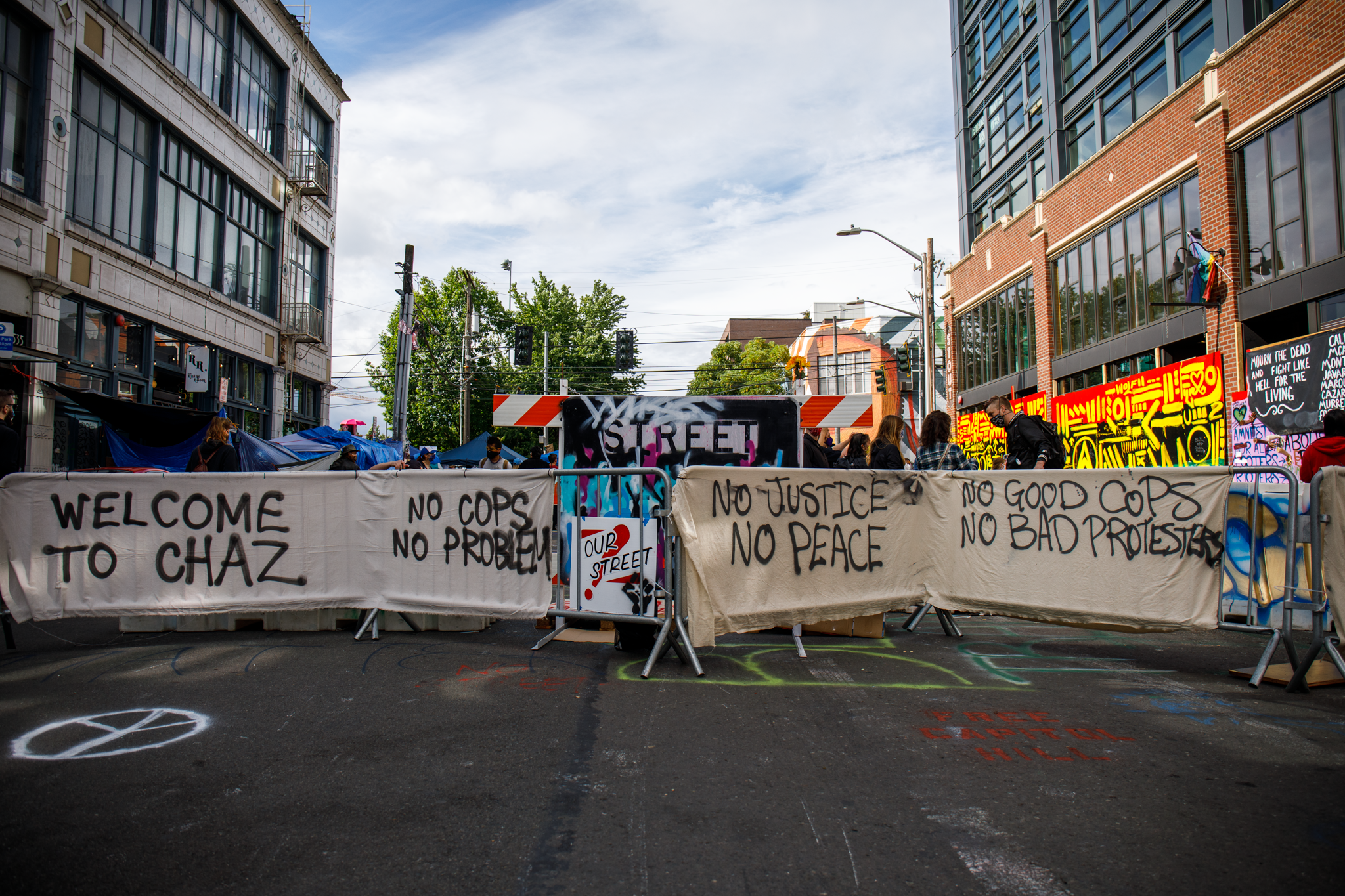
یکی از ورودی‌های محله کپیتال هیل در ۱۳ ژوئن ۲۰۲۰

منطقه خودمختار سیاتل با نام منطقه خودمختار کپیتول هیل (انگلیسی: Capitol Hill Autonomous Zone) و (کوته‌نوشت انگلیسی: CHAZ) یا منطقه اعتراضی کپیتول هیل (انگلیسی: Capitol Hill Occupied Protest) و (کوته‌نوشت انگلیسی: CHOP) یک منطقه‌ای اعتراضی در سیاتل بود که در جریان اعتراضات به مرگ جرج فلوید در ۸ ژوئن ۲۰۲۰ پس از آنکه پلیس سیاتل ساختمان خود را در این محدوده تخلیه و ترک کرد توسط معترضان اعلام موجودیت کرد.
معترضان چادرهایی در منطقه کپیتول هیل (انگلیسی:Capitol Hill) برپا و آن را «منطقه حفاظت‌شده» اعلام کردند. رسانه‌های آمریکایی که وارد این منطقه شده‌اند، آن را به عنوان «جامعه اعتراضی» با چادرها و مواد غذایی توصیف کرده‌اند که با استفاده از اسپرهای رنگی، طرح‌های گرافیتی با مضامینی همچون «دارایی مردم سیاتل»، «منطقه خودمختار سیاتل» و «جان سیاهان مهم است» در آن درج شده‌است. در تاریخ ۲۴ ژوئن، بیانیه‌ای در حساب رسمی توییتر «منطقه اعتراضی کپیتول هیل» اعلام کرد که «اکنون پروژه CHOP به پایان رسیده‌است» طبق گزارش‌های منابع مختلف تعداد معترضین در منطقه کاهش یافته و تعداد اندکی در چز باقی مانده‌اند. پس از تیراندازی‌هایی که در یک مورد به قتل یک نوجوان ۱۹ ساله منجر شد، شهردار سیاتل در ۲۲ ژوئن طی بیانیه‌ای خواستار پایان یافتن تجمع معترضین در منطقه کپیتول هیل شد.
بعد از بروز خشونت‌های درونی متعدد در منطقه خودمختار سیاتل، پلیس با حکم شهردار سیاتل در ۱ ژوئیه ۲۰۲۰ به این محدوده بازگشت و آن را از معترضین پاکسازی کرد و بدین ترتیب پس از بیش از سه هفته به این منطقه اعتراضی پایان داد.

## خواسته‌ها
معترضان منشوری را با خواسته‌های زیر منتشر کردند:
1. انحلال اداره پلیس سیاتل و سیستم دادگاه آن و همچنین اداره اعمال مهاجرت و گمرک ایالات متحده.
2. ممنوعیت کامل استفاده از نیروهای مسلح.
3. حمایت مردم سیاتل از مشاغل متعلق به سیاهپوستان.
4. تحقیق و بررسی در مورد خشونت نیروهای پلیس در سیاتل و واشینگتن توسط دولت فدرال.
5. جبران مافات برای قربانیان خشونت پلیس به طریقی مشخص.
6. تجدید نظر در احکام همه افراد رنگین‌پوست که به جرم خشونت زندانی هستند.
7. جایگزین کردن سیستم عدالت کیفری فعلی با برنامه‌های بازپروری/ دگرگون‌سازی به عنوان جایگزینی برای حبس.

## اعمال
در یکی از ویدئوهایی که از منطقه خودمختار کپیتال هیل در شبکه‌های اجتماعی منتشر شد یکی از معترضان سیاهپوست از تمامی معترضان سفیدپوست حاضر درمنطقه می‌خواهد که ۱۰ دلار به یک سیاهپوست بدهند. همچنین می‌گوید که «اگر این کار برایشان سخت است معلوم است اشتباه آمده‌اند.»
یک مزرعه سبزیجات توسط معترضان در پارک کال اندرسون که در محدوده چز قرار دارد ایجاد شده‌است تا محصولات گیاهی برای معترضان گیاهخوار فراهم آورده شود.

## واکنش‌ها
|                  | Donald J. Trump | توییتر |
| @realDonaldTrump |                 |        |

             جی اینسلی، فرماندار چپ‌گرای افراطی و شهردار سیاتل در سطحی که کشور عظیم ما تا به حال ندیده‌است، به بازی گرفته شده‌اند. شهرتان را همین الان پس بگیرید. اگر این کار را انجام ندهید، من انجام خواهم داد. این آنارشیست‌های زشت باید فوراً متوقف شوند. سریع حرکت کنید!
         

        June 10, 2020

در ۹ ژوئن ۲۰۲۰ تد کروز سناتور از تگزاس اعلام کرد که این منطقه جان افراد را به خطر می‌اندازد. روز بعد دونالد ترامپ، رئیس‌جمهوری آمریکا، در توئیتی به فرماندار ایالت واشنیگتن و شهردار سیاتل گفت که شهرشان را پس بگیرند و اگر این کار را انجام ندهند خودش اقدام خواهد کرد.
شهردار سیاتل در پاسخ این منطقه اعتراضی را به تابستان عشق که بخشی از جنبش هیپی بود تشبیه کرد.

## تیراندازی

#### ۲۰ ژوئن
در ساعت ۲:۳۰ صدای تیراندازی در چز به گوش رسید، پلیس سیاتل برای بررسی اوضاع در محل حاضر شد ولی با ممانعت حاضرین در چز نتوانست به محله وارد شود. طی گزارشی که پلیس سیاتل منتشر کرده‌است در این تیراندازی دو نفر مورد اصابت قرار گرفته‌اند که یک نوجوان ۱۹ ساله کشته و یک مرد دیگر مجروح شده‌است. فرد زخمی چند روز بعد در بیمارستان با تعریف حادثه تیراندازی آنرا جرم نفرت نامید و عوامل تیراندازی را چند نژادپرست که به او توهین نژادی می‌کردند معرفی کرد.

#### ۲۱ ژوئن
یک تیراندازی به یک نوجوان ۱۷ ساله باعث زخمی شدن او از ناحیه بازو شد. پس از این واقعه شهردار سیاتل جنی دورکان گفت: «برای بازگشت امنیت و از بین بردن خشونت معترضین باید به خانه‌هایشان بازگردند.»

#### ۲۳ ژوئن
سومین تیراندازی اتفاق افتاد که طی آن یک مرد ۳۰ ساله مجروح شد. جراحت وارده به او شدید نبوده‌است.

#### ۲۹ ژوئن
در ساعت اولیه روز تیراندازی دیگری که منجر به کشته شدن یک نوجوان ۱۶ ساله و مجروحیت شدید یک نوجوان ۱۴ ساله شد اتفاق افتاد.